# Aeroportul Santo-Pekoa
Aeroportul Santo-Pekoa (IATA: SON, ICAO: NVSS) este un aeroport din Sanma⁠(d), Vanuatu ce deservește zona Luganville⁠(d).
Situat la o altitudine de 56 m, aeroportul dispune de o singură pistă. Este operat de United States Army Air Forces⁠(d).